# Zoltan Fejer-Konnerth
Zoltan Fejer-Konnerth (Odorheiu Secuiesc, 20 juli 1978) is een in Roemenië geboren Duitse tafeltennisser. Hij won in Zagreb 2002 samen met zijn landgenoot Timo Boll het Europees kampioenschap voor mannendubbels. Hij stond dat jaar evenals in 2003 ook met het nationale mannenteam in de finale van het landentoernooi, maar verloor hierin van achtereenvolgens Zweden en Wit-Rusland. Zijn hoogste positie op de ITTF-wereldranglijst was 36e, in februari 2006.

## Sportieve loopbaan
Fejer-Konnerth begon in Roemenië met tafeltennis, maar verhuisde in 1990 met zijn oudere broer Ferenc en trainer Tibor Rozsnyois naar Duitsland, waar hij ging spelen voor TTC Jülich en later ook uitkwam voor onder meer TTV RE-BAU Gönnern en TTC Zugbrücke Grenzau. In 1997 maakte hij als Duitser zijn internationale (senioren)debuut op het Engeland Open, in het kader van de ITTF Pro Tour. Daarop won Fejer-Konnerth in 2001 de dubbelspeltoernooien van het Engeland Open en van het Nederland Open, beide samen met Boll. Dat jaar plaatste hij zich dan ook voor de ITTF Pro Tour Grand Finals dubbelspel, waarin hij tot de halve finale kwam.
Fejer-Konnerth speelde van 1999 tot en met 2006 op zes wereldkampioenschappen. Daarop won hij met de Duitse nationale ploeg een zilveren medaille in het landentoernooi van Doha 2004, na een verloren finale tegen China. Twee jaar later won hij met zijn Duitse ploeggenoten een bronzen medaille in dezelfde discipline.
Fejer-Konnerth werd in 2002 samen met Boll Europees kampioen in het toernooi voor mannendubbels, door in de finale Lucjan Błaszczyk en Tomasz Krzeszewski te verslaan. Zowel dat jaar als een jaar later stonden ze samen ook in de Europese eindstrijd van het landentoernooi, maar deze titels gingen aan hun neus voorbij.